# Східний Тимор на літніх Олімпійських іграх 2024
Східний Тимор брав участь у літніх Олімпійських іграх 2024 в Парижі, які тривали з 26 липня по 11 серпня 2024 року. Ця Олімпіада стала шостою участю країни на літніх Олімпійських іграх.

## Спортсмени
Східний Тимор на Олімпійських іграх 2024 року представляли 4 спортсмени — 2 чоловіки та 2 жінки.
У легкій атлетиці країну на іграх представляв один спринтер. У змаганнях країну представляв Мануел Атайде, який брав участь у змаганнях з бігу на 100 метрів серед чоловіків. У першому попередньому забігу він з результатом 11,35 с  з національним рекордом посів 7-ме місце, та не пройшов до наступного етапу.
У плаванні Східний Тимор представляли 2 спортсменів, чоловік та жінка, за універсальною квотою. У плаванні на 50 метрів вільним стилем серед чоловіків Жоланіо Гутерріш у попередньому запливі показав лише загальний 71-й час із результатом 30,04 сек, та не потрапив до фінального запливу. У плаванні на 50 метрів вільним стилем серед жінок Імелда Шименес Белу з часом 32,48 сек також зайняла лише 71-ше місце у попередньому запливі, та також не потрапила до фіналу.
Уперше Східний Тимор представляв спортсмен у змаганнях з тхеквондо. Країна отримала одне місце на змаганнях за універсальною квотою. На іграх країну представляла Ана да Коста да Сілва, яка виступала в жіночому турнірі до 49 кг, де в попередньому турнірі поступилася марокканській спортсменці Умаїмі Ель-Бучті.